# 入善黒部バイパス

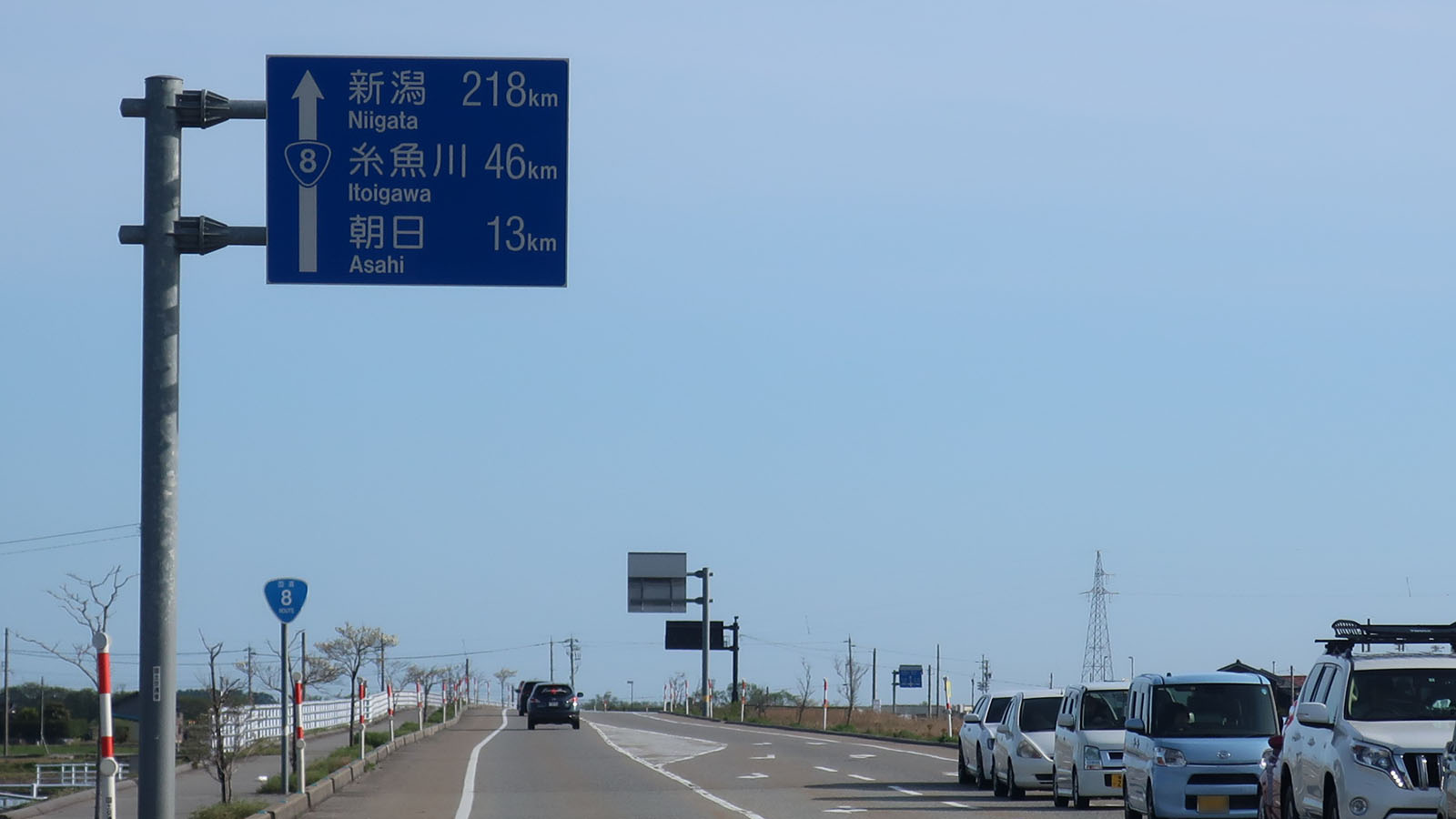
入善黒部バイパス
富山県黒部市古御堂

入善黒部バイパス（にゅうぜんくろべバイパス）は、富山県下新川郡入善町椚山から黒部市を経由して魚津市江口に至る、国道8号の延長16.1 km（キロメートル）のバイパスである。

## 概要
現在は全ての区間で暫定2車線で供用されている。入善町側の旧道分岐地点（上野交差点）からはしばらく盛土の道が続き、四十八ヶ瀬大橋で黒部川を渡る。黒部市古御堂から終点の魚津市江口までの間は、大半が盛土や高架による立体交差となっている。特に魚津市内区間は住宅地を通過するため、経田地区が高架で建設されている。
2015年（平成27年）3月1日にバイパス部が暫定2車線で全通した。入善町椚山 - 上野間延長2.1 kmの現道区間については引き続き4車線化が事業中であり、2026年（令和8年）春開通予定である。

### 路線データ
- 起点 - 富山県下新川郡入善町椚山
- 終点 - 富山県魚津市江口
- 全長 - 16.1 km
- 規格 - 第3種第1級
- 道路幅員 - 28.0 m
- 車線数 - 暫定2車線（完成4車線）
- 車線幅員 - 3.5 m
- 設計速度 - 80 km/h

## 歴史
- 1983年度（昭和58年度） - 調査開始[1][3]
- 1987年（昭和62年）11月10日 - 入善町椚山 - 上野間延長2.2 kmの都市計画決定[1][3]
- 1987年度（昭和62年度） - 入善町椚山 - 上野間延長2.12 kmの事業化[1][3]
- 1989年度（平成元年度） - 用地買収に着手[1][3]
- 1990年（平成2年）
  - 1月 - 建設を決定[4]
  - 8月27日 - 入善町上野 - 魚津市江口間延長14.1 kmの都市計画決定[1][3]。後に入善町上野 - 黒部市中新間延長7.9 kmが事業化[1]。
- 1994年度（平成6年度） - 着工[1][3]
- 1999年度（平成11年度） - 黒部市中新 - 魚津市江口間延長6.3 km事業化[1][3]
- 2001年（平成13年）12月10日 - 入善町東狐 - 黒部市古御堂間延長3.2 kmを暫定2車線で供用開始[1][3]
- 2006年（平成18年）12月18日 - 入善町上野 - 東狐間延長3.5 kmを暫定2車線で供用開始[1][3]
- 2015年（平成27年）3月1日 - 黒部市古御堂 - 魚津市江口間延長7.3 kmを暫定2車線で供用開始。これを以て入善町椚山 - 上野間の改修区間を除く全線が開通[1]。
- 2016年（平成28年）4月1日 - 平行する旧道が富山県道150号魚津入善線に指定変更され、国土交通省から富山県に移管された[5]。

## 路線状況

### 橋
- 板谷高架橋 - 橋長324 m
- 四十八ヶ瀬大橋 - 橋長590.1 m（黒部川）
- 出島高架橋 - 橋長284.5 m
- 有頼大橋 - 橋長233.7 m（片貝川）
- 平伝寺高架橋 - 橋長137.0 m
- 新経田高架橋 - 橋長420.0 m
- 江口高架橋 - 橋長194.0 m

### 道の駅
- KOKOくろべ[6]

## 地理

### 通過する自治体
- 富山県
  - 下新川郡入善町 - 黒部市 - 魚津市

### 交差する道路
- 上側が起点側、下側が終点側。左側が上り側、右側が下り側。
- 交差する道路は、県道以上の道路および立体交差をするもしくは立体交差をする計画の道路。特記がないものは市町道。

| 交差する道路など                        | 交差する道路など                | 交差する場所     | 交差する場所   | 交差する場所                 | 備考                                        |
| --------------------------------------- | ------------------------------- | ---------------- | -------------- | ---------------------------- | ------------------------------------------- |
| 国道8号 朝日・糸魚川方面                |                                 |                  |                |                              |                                             |
| 富山県道106号北羽入入善線               | 富山県道106号北羽入入善線       | 下新川郡 入善町  |                | 入善警察署前                 |                                             |
| 富山県道108号舟見入善線                 | 富山県道108号舟見入善線         | 下新川郡 入善町  | 高校(東)       |                              |                                             |
| 富山県道60号入善朝日線                  | 富山県道63号入善宇奈月線        | 下新川郡 入善町  | 入善高校西     |                              |                                             |
|                                         | 富山県道327号新屋上野線         | 下新川郡 入善町  | 上野(中)       |                              |                                             |
|                                         | 富山県道150号魚津入善線         | 下新川郡 入善町  | 上野           | 分岐する県道150号は旧国道8号 |                                             |
| 富山県道117号上飯野入善停車場線         | 富山県道117号上飯野入善停車場線 | 下新川郡 入善町  | 上野(4区)      |                              |                                             |
| 富山県道114号青木吉原線                 | 富山県道114号青木吉原線         | 下新川郡 入善町  | 青木(東)       |                              |                                             |
| 富山県道116号小摺戸芦崎線               | 富山県道116号小摺戸芦崎線       | 下新川郡 入善町  | 東狐           |                              |                                             |
| 富山県道110号高畠上飯野線               | 富山県道110号高畠上飯野線       | 下新川郡 入善町  | 上飯野(北)     |                              |                                             |
| 黒部川                                  | 黒部川                          | 下新川郡 入善町  | 四十八ヶ瀬大橋 | 四十八ヶ瀬大橋               | 橋長590.1m                                  |
| 黒部川                                  | 黒部川                          | 黒部市           | 四十八ヶ瀬大橋 | 四十八ヶ瀬大橋               | 橋長590.1m                                  |
| 富山県道119号沓掛生地線                 | 富山県道119号沓掛生地線         |                  | 六天           |                              |                                             |
| 富山県道53号若栗生地線                  | 富山県道53号若栗生地線          | 古御堂(東)       | 黒部IC方面     |                              |                                             |
| 富山県道122号石田前沢線                 | 富山県道122号石田前沢線         | 道の駅KOKOくろべ |                |                              |                                             |
| 富山県道125号福平石田線                 | 富山県道125号福平石田線         | 犬山             |                |                              |                                             |
| 富山県道126号福平経田線                 | 富山県道126号福平経田線         | 魚津市           | 平伝寺高架橋   |                              |                                             |
| 富山県道135号富山滑川魚津線             | 富山県道150号魚津入善線         | 魚津市           |                | 江口                         | 分岐する県道135号、県道150号ともに旧国道8号 |
| 魚津滑川バイパス 国道8号 滑川・富山方面 |                                 |                  |                |                              |                                             |

### 歩道のみ接続可能な道路
いずれも立体交差となっているため、歩道のみで接続している。自動車道としては接続されていない。
- 富山県道120号六天天神新線
- 富山県道314号沓掛魚津線

## 周辺
- 入善町役場
- 新川地域消防組合入善消防署
- 北星ゴム工業第2工場
- YKK黒部事業所
- 黒部市総合公園
- 黒部駅
- 日鉱三日市リサイクル
- 北星ゴム工業本社工場
- 旧・黒部市立鷹施中学校
- 富山県立魚津工業高等学校
- 魚津市立経田小学校
- 原信魚津店
- ケーズデンキ魚津店
- 魚津電気ビル（北陸電力新川支店などが入居）

## 接続するバイパスの位置関係
（京都方面）魚津バイパス - 入善黒部バイパス - 現道 - 境バイパス（新潟方面）